# العلاقات اللاوسية الليسوتوية
العلاقات اللاوسية الليسوتوية هي العلاقات الثنائية التي تجمع بين لاوس وليسوتو.

## مقارنة بين البلدين
هذه مقارنة عامة ومرجعية للدولتين:
| وجه المقارنة                                              | لاوس        | ليسوتو                      |
| --------------------------------------------------------- | ----------- | --------------------------- |
| المساحة (كم2)                                             | 236.80 ألف  | 32.96 ألف                   |
| عدد السكان (نسمة)                                         | 6.86 مليون  | 2.23 مليون                  |
| الكثافة السكانية (ن./كم²)                                 | 28.97       | 67.66                       |
| العاصمة                                                   | فيينتيان    | ماسيرو                      |
| اللغة الرسمية                                             | اللغة اللاو | لغة إنجليزية، اللغة السوتية |
| العملة                                                    | كيب لاوي    | لوتي ليسوتو                 |
| الناتج المحلي الإجمالي (بليون دولار)                      | 16.85 مليار | 2.64 مليار                  |
| الناتج المحلي الإجمالي (تعادل القوة الشرائية) بليون دولار | 38.71 مليار | 6.30 مليار                  |
| الناتج المحلي الإجمالي الاسمي للفرد دولار أمريكي          | 1.82 ألف    | 1.07 ألف                    |
| الناتج المحلي الإجمالي للفرد دولار أمريكي                 |             | 2.64 ألف                    |
| مؤشر التنمية البشرية                                      | 0.575       | 0.497                       |
| رمز المكالمات الدولي                                      | +856        | +266                        |
| رمز الإنترنت                                              | .la         | .ls                         |
| المنطقة الزمنية                                           | ت ع م+07:00 | ت ع م+02:00                 |

## منظمات دولية مشتركة
يشترك البلدان في عضوية مجموعة من المنظمات الدولية، منها:
| علم المنظمة | اسم المنظمة                        | تاريخ انضمام لاوس | تاريخ انضمام ليسوتو |
| ----------- | ---------------------------------- | ----------------- | ------------------- |
|             | منظمة حظر الأسلحة الكيميائية       | ?                 | ?                   |
|             | البنك الدولي للإنشاء والتعمير      | 5 يوليو 1961      | 25 يوليو 1968       |
|             | الأمم المتحدة                      | 14 ديسمبر 1955    | 17 أكتوبر 1966      |
|             | منظمة الشرطة الجنائية الدولية      | ?                 | ?                   |
|             | وكالة ضمان الاستثمار متعدد الأطراف | 5 أبريل 2000      | 12 أبريل 1988       |
|             | يونسكو                             | 9 يوليو 1951      | 29 سبتمبر 1967      |
|             | مؤسسة التنمية الدولية              | 28 أكتوبر 1963    | 19 سبتمبر 1968      |
|             | مؤسسة التمويل الدولية              | 29 يناير 1992     | 29 سبتمبر 1972      |

## وصلات خارجية
- موقع وزارة الخارجية الليسوتوية